# Michael Cohen (luật sư)
Michael Dean Cohen (sinh ngày 25 tháng 8 năm 1966) là cựu luật sư người Mỹ, từng là luật sư của Donald Trump từ năm 2006 đến tháng 5 năm 2018. Cohen là phó chủ tịch của Tổ chức Trump, đồng thời là cố vấn cá nhân cho Trump, và thường được giới truyền thông mô tả là "người sửa chữa" của Trump. Trước đây ông từng là đồng chủ tịch của Trump Entertainment và là thành viên hội đồng quản trị của Quỹ Eric Trump, một tổ chức từ thiện về sức khỏe của trẻ em. Từ năm 2017 đến 2018, Cohen là phó chủ tịch tài chính của Ủy ban Quốc gia đảng Cộng hòa.
Trump thuê ông làm cho đến tháng 5 năm 2018, một năm sau khi cuộc điều tra tư vấn đặc biệt bắt đầu. Cuộc điều tra đã khiến anh ta nhận tội vào ngày 21 tháng 8 năm 2018, với tám tội danh bao gồm vi phạm tài chính chiến dịch, gian lận thuế và gian lận ngân hàng. Cohen cho biết ông đã vi phạm luật tài chính chiến dịch theo hướng của Trump và "vì mục đích chính là ảnh hưởng" cuộc bầu cử tổng thống năm 2016. Vào tháng 11 năm 2018, Cohen đã nhận được một lời nhận tội thứ hai vì đã nói dối với ủy ban Thượng viện về những nỗ lực xây dựng Tháp Trump Moscow.
Vào tháng 12 năm 2018, anh ta bị kết án ba năm tù liên bang và bị buộc phải trả khoản tiền phạt 50.000 đô la. Anh ta dự kiến sẽ báo cáo vào tù vào ngày 6 tháng 5 năm 2019. 

## Thời trẻ và học vấn
Cohen lớn lên ở thị xã Lawrence trên Long Island, New York. Mẹ của ông là một y tá còn cha của ông, sống sót khỏi Holocaust, là một bác sĩ phẫu thuật. Cohen là người gốc Do Thái. Anh theo học Học viện Woodmere và nhận bằng cử nhân từ Đại học American năm 1988 và tiến sỹ luật từ Trường luật Thomas M. Cooley năm 1991.

## Sự nghiệp

### Sự nghiệp pháp lý
Cohen bắt đầu thực hành luật thương tích cá nhân ở New York năm 1992, làm việc cho Melvyn Estrin ở Manhattan. Đến năm 2003, Cohen là luật sư hành nghề luật tư nhân và là CEO của MLA Cruises, Inc., và Atlantic Casino.
Năm 2006, Cohen là một đối tác của hãng luật Phillips Nizer LLP|Phillips, Nizer, Benjamin, Krim & Ballon. Anh hành nghề luật sư tại công ty khoảng một năm trước khi tham gia The Trump Organization. Sau khi kết án trọng tội năm 2018, Cohen đã tự động bị từ chối ở New York.